# Błonie-Wieś
Błonie-Wieś (do 1 stycznia 1996 r. nosiła nazwę Sochaczewska-Wieś) – wieś w Polsce położona w województwie mazowieckim, w powiecie warszawskim zachodnim, w gminie Błonie. Ma status sołectwa. 
W latach 1975–1998 miejscowość administracyjnie należała do województwa warszawskiego.